# Хрищанович, Александр Степанович
Алекса́ндр  Степа́нович Хрищано́вич (1899 — 1965) — буровой мастер цеха бурения нефтепромыслового управления Абиннефть. Инициатор организации первого скоростного участка бурения на Хадыженских промыслах. Вместе с П. М. Апанасенко успешно внедрил на Кубани турбинное бурение.

## Биография
Родился 16 (28) февраля 1899 года в семье крестьянина в селе Джубга (ныне Туапсинского района Краснодарского края). Образование — 5 классов. До 13 лет помогал  отцу. Имел младшего брата Павла Степановича Хрищановича (11 марта 1914 г. - 16 марта 1985 г.).  Его отец Степан Казимирович являлся уроженцем д. Гезгалы Лидского уезда Виленской губурнии.   
Беспросветная  бедность заставила крестьянского сына уйти из дома на поиски работы. После долгих мытарств и скитаний начал работать  маслёнщиком по 16—18 часов за гроши на одном из Апшеронских промыслов английского промышленника Андеоса. Проработав на нефтепромысле около 6 лет, он перешёл на работу на Майкопские промыслы. В 1918 году стал  бурильщиком.  
В 1930 году, работая в конторе бурения треста «Майнефть», он получил звание мастера по бурению нефтяных и газовых скважин. Под руководством мастера Хрищановича до 1938  года на промыслах Нефтегорска и Хадыжей, на разведочных площадях Майкопа с высоким мастерством пробурён не один  десяток скважин, давших высококачественную нефть.
Член  ВКП(б) с 1930 года. Делегат XIX съезда КПСС.
12 ноября 1938 года А. С. Хрищанович был арестован органами НКВД и 9 июня 1940 года осуждён народным судом Нефтегорского района по статье 58.9—58.11 Уголовного Кодекса  РСФСР на 1 год исправительно-трудовых работ. 11 января 1939 года Нефтегорским РК ВКП(б) исключён из рядов ВКП(б) как враг народа.
В годы Великой Отечественной войны Хрищанович работал среди нефтяников Бугуруслана (Чкаловская область). Вернувшись в Нефтегорск, организовал первый скоростной участок бурения на Хадыженских промыслах, внедрил форсированные режимы бурения.
Указом Президиума Верховного Совета СССР от 8 мая 1948 года за выдающиеся достижения в деле увеличения добычи нефти, выработки нефтепродуктов, разведки новых нефтяных месторождений и бурения нефтяных скважин буровому мастеру треста «Апшероннефть» Министерства нефтяной промышленности южных и западных районов СССР присвоено звание Героя Социалистического Труда с вручением ордена Ленина и золотой медали «Серп и Молот».
В 1951 году приехал с семьёй из посёлка Нефтегорского в посёлок Ахтырский.
С 12 февраля 1951 года до выхода на пенсию 1 октября 1957 года работал буровым мастером в Ахтырской конторе бурения НПУ «Абиннефть». Вместе с молодым в те годы новатором П. М. Апанасенко успешно внедрил на Кубани более производительное турбинное бурение. Используя опыт новатора, бригада Хрищановича освоила и трёхрядное  бурение.
Для подходов А. С. Хрищановича было характерно стремление к выполнению обязательств нефтяников не путём отдельных стахановских рекордов, а повседневной  коллективной работой, бережным, хозяйским отношением к технике, освоением новых технологий, сдачей смены с гарантией по часовому графику и осуществлением переходящего стахановского  наряда.
В 1950 году был восстановлен в рядах ВКП(б).
Был делегатом XIX съезда КПСС, участником многих всесоюзных совещаний новаторов бурения.
В  1953—1955 годах — депутат Краснодарского краевого Совета депутатов трудящихся, депутат районного Совета депутатов трудящихся 4—5-го созывов от посёлка Ахтырского (1953—1957), депутат Ахтырского поселкового Совета депутатов трудящихся (1957—1961, 1968—1969).
Умер 11 мая 1965 года. Похоронен в посёлке Ахтырском.
Имел младшего брата: Хрищанович Павел Степанович (годы жизни 11.03.1914 - 16.03.1985 г.)

## Память
А. С. Хрищановича давно нет в живых, но ежегодно в бывшем управлении разведочного бурения (УРБ) лучшая буровая бригада и лучший цех управления в День работников нефтяной и газовой промышленности награждается переходящим призом имени Хрищановича.

## Награды и премии
- Герой Социалистического Труда (08.05.1948)
- два ордена Ленина (08.05.1948; 15.05.1951)
- Сталинская  премия третьей степени (1949) — за разработку и осуществление скоростных методов бурения нефтяных скважин

Фамилия А. С. Хрищановича постановлением  главы  администрации  пос.  Ахтырского от 25 марта 2003 года № 5 занесена в книгу «Почётные  граждане  посёлка  Ахтырского» и  на  Доску «Почётные  граждане  посёлка  Ахтырского»  за  выдающиеся  успехи,  достигнутые  в  деле  развития  нефтяной  и  газовой  промышленности  СССР,  и  огромную  общественную  работу.